# Halofyt

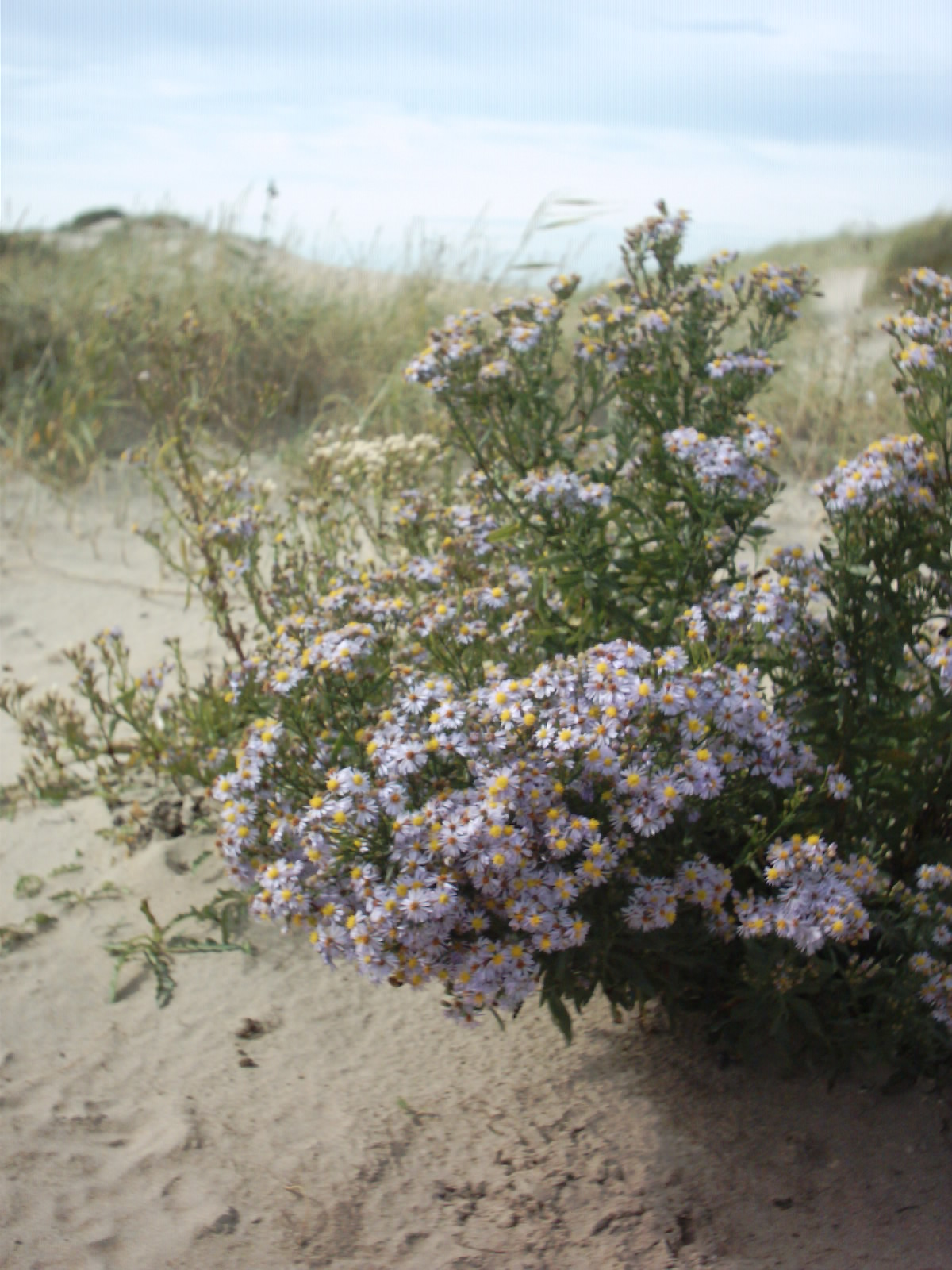
zeeaster in het duin

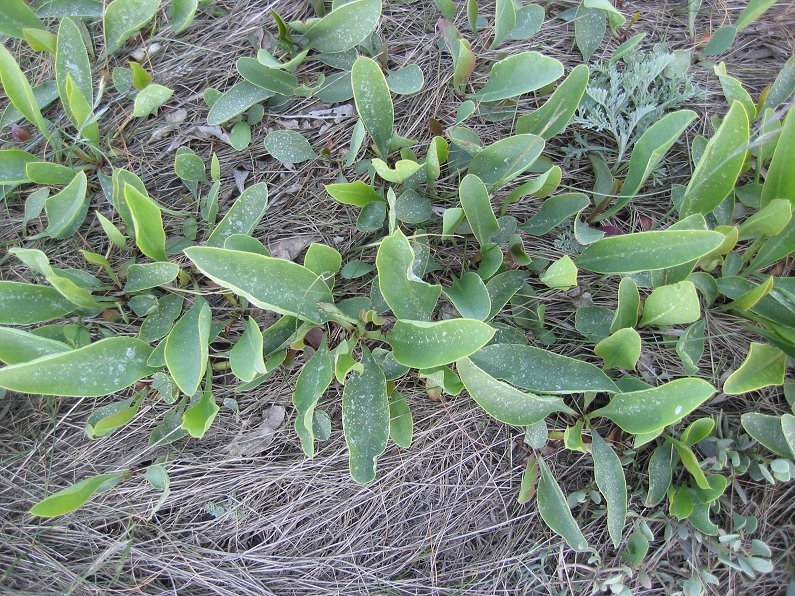
Lamsoor op de kwelder

Halofyt of zoutplanten zijn 'halofiele' en 'halotolerante' planten die kunnen groeien op een bodem met een hoog zoutgehalte (bijvoorbeeld 3% keukenzout), zoals die voorkomen in kustgebieden (zoals kwelders, kustduinen, mangroven), zoutsteppen en zoute halfwoestijnen. Het kunnen zowel natrium als kaliumhoudende bodems zijn. De echte halofyten slaan het zout op in het cytoplasma of maken organische verbindingen aan om zo een compatibele oplossing te maken, genoemd de organische osmosestrategie.
Halofyten kunnen ingedeeld worden in planten die zout tolereren, de echte halofyten en in facultatieve halofyten die zout uit de weg gaan. Deze laatste groep planten groeien bijvoorbeeld alleen in het regenseizoen als de zoutconcentratie laag is of ze houden het zoutgehalte in de plant laag door het op te slaan in bladeren die later afvallen of door de zoutklieren of blaasharen op de bladeren het overtollige zout uit te scheiden. Weer andere zijn eigenlijk succulenten die veel water kunnen vasthouden.

## Voorbeelden van echte halofyten aan de Noord- en Oostzeekust
- Melkkruid (Glaux maritima)
- Klein schorrenkruid (Suaeda maritima)
- Stekend loogkruid (Salsola kali subsp. kali)
- Strandmelde (Atriplex littoralis)
- Zeealsem (Seriphidium maritimum)
- Zeepostelein (Honckenya peploides)
- Zeeweegbree (Plantago maritima)
- Zilte schijnspurrie (Spergularia salina)
- Zulte (Aster tripolium)

## Voorbeelden van facultatieve halofyten aan de Noord- en Oostzeekust
- Kortarige zeekraal (Salicornia europaea)
- Lamsoor (Limonium vulgare)
- Gewoon kweldergras (Puccinellia maritima)
- Stomp kweldergras (Puccinellia distans)

## Voorbeelden elders
- Halocnemum strobilaceum - Rond de Middellandse Zee tot in Centraal Azië
- Krapéwiwiri (Batis maritima)
- Zeepostelein (Sesuvium portulacastra)